# San Juan Sayultepec
San Juan Sayultepec è un comune del Messico, situato nello stato di Oaxaca.